# روان‌پزشک (مجموعه تلویزیونی)
روان‌پزشک (انگلیسی: The Alienist) یک سریال درام تلویزیونی محصول امریکاست که بر اساس رمانی با همین نام نوشته کلیب کار ساخته شده‌است. این درام روان شناختی و هیجانی در سال ۱۸۹۶ درحالی رخ می‌دهد که در نیویورک سیتی زنجیره‌ای از پسران فاحشه به طرز مخوفی کشته می‌شوند. تدی روزولت که به تازگی در اداره پلیس ارتقا یافته، به دکتر لاسلو کریزلر (یک روان‌پزشک جنایی) و جان مور (تصویرگر روزنامه) زنگ می‌زند تا مخفیانه روی این مسئله کار کنند. سارا هووارد (یک منشی سرسخت در اداره پلیس) نیز در تحقیقات به آنان می‌پیوندد.

## بازیگران
- دانیل برول در نقش دکتر لاسلو کرایزلر[۱]
- لوک ایوانز در نقش جان مور[۱]
- داکوتا فنینگ در نقش سارا هوارد[۲]
- رابرت ویزدم در نقش سایرس مونترز[۳]
- داگلاس اسمیت در نقش مارکوس ایزاکسون
- متیو شیر در نقش لوسیو ایزاکسون[۴]
- مت لینتس در نقش استیوی تاگارت[۵]
- برایان گراتی در نقش تئودور روزولت[۶]
- کیوریانکا کیلچر در نقش مری پالمر[۳]
- ملانی فیلد در نقش بیتسی ساسمن (فصل 2)[۷]
- رزی مک ایون در نقش لیبی هچ (فصل 2)[۷]

### فرعی
- تد لوین در نقش توماس برنز[۸]
- جورجیو اسپیگلفیلد در نقش هنری ولف [۹]
- مارتین مک کریدی در نقش دویل

#### فصل ۱
- دیوید ویلمت در نقش کاپیتان کانر[۱۰]
- انتونیو مگرو در نقش پاول کلی[۱۱]
- جکسون گن در نقش جوزف[۱۲]
- مایکل ایرنساید در نقش جی.پی. مورگان
- شان یانگ در نقش خانم ون برگن
- جوزف آلتین در نقش ویلم ون برگن
- پیتر مک رابی در نقش ویلیام لفایت استرانگ
- بیل هک در نقش جان بیچام
- امانوئلا پوستاکینی در نقش فلورا

#### فصل ۲
- مت لتچر در نقش ویلیام رندولف هرست
- مایکل مک الاتون در نقش دکتر مارکو، رئیس بیمارستان لایینگ این
- امیلی باربر در نقش وایولت هیوارد، نامزد جان و دخترخوانده هرست
- برونا کوزی در نقش سینیورا لنارس، مادر اسپانیایی نوزاد گمشده
- دیگو مارتین در نقش نارسیزو لنارس، ژنرال و سفیر اسپانیایی
- بریتانی ماری بچلدر در نقش جوانا کرافورد، برادزاده سیریل
- دیمیتری گوریتساس در نقش برنی پیترسون، ویراستار جان در نیویورک تایمز
- فردریک اشمیت در نقش گوگو ناکس، یک مجرم خیابانی و معشوقه لیبی
- هدر گلدنهرش در نقش سرپرستار
- لارا پالور در نقش کرن استرتن، استاد دانشگاه
- جیمز فالکنر در نقش کورنلیوس وندربیلت

## قسمت‌ها
| فصل | Title                  | قسمت‌ها | قسمت‌ها | تاریخ اصلی روی آنتن رفتن | تاریخ اصلی روی آنتن رفتن |
| فصل | Title                  | قسمت‌ها | قسمت‌ها | اولین بار                | آخرین بار                |
| --- | ---------------------- | ------ | ------ | ------------------------ | ------------------------ |
| ۱   | روان‌پزشک               | ۱۰     | ۱۰     | ۲۱ ژانویه ۲۰۱۸           | ۲۶ مارس ۲۰۱۸             |
| ۲   | روان‌پزشک: فرشته تاریکی | ۸      | ۸      | ۱۹ ژوئیه ۲۰۲۰            | ۹ اوت ۲۰۲۰               |

| شم. | عنوان               | کارگردان      | Teleplay by                     | تاریخ انتشار اصلی | U.S. تعداد بیننده (میلیون) |
| --- | ------------------- | ------------- | ------------------------------- | ----------------- | -------------------------- |
| ۱   | «پسر روی پل»        | جیکوب وربراگن | حسین امینی                      | ۲۱ ژانویه ۲۰۱۸    | 0.88                       |
| ۲   | «یک همکاری پربار»   | جیکوب وربراگن | حسین امینی ای. مکس فرای         | ۲۹ ژانویه ۲۰۱۸    | 1.93                       |
| ۳   | «لبخند نقره ای»     | جیکوب وربراگن | جینا جیانفریدو                  | ۵ فوریه ۲۰۱۸      | 1.64                       |
| ۴   | «این افکار لعنتی»   | جیمز هاوز     | جینا جیانفریدو کری فوکوناگا     | ۱۲ فوریه ۲۰۱۸     | 1.68                       |
| ۵   | «سار هیلدبرانت»     | جیمز هاوز     | ای. مکس فرای                    | ۱۹ فوریه ۲۰۱۸     | 1.59                       |
| ۶   | «صعود»              | پاکو کابیزس   | ای. مکس فرای                    | ۲۶ فوریه ۲۰۱۸     | 1.73                       |
| ۷   | «مردان مقدس بی‌شمار» | پاکو کابیزس   | جان سیلز                        | ۵ مارس ۲۰۱۸       | 1.65                       |
| ۸   | «روان‌پزشکی جنسیتی»  | دیوید پترارکا | جان سیلز                        | ۱۲ مارس ۲۰۱۸      | 1.80                       |
| ۹   | «نماز میت»          | جیمی پین      | حسین امینی                      | ۱۹ مارس ۲۰۱۸      | 1.71                       |
| ۱۰  | «قلعه ای در آسمان»  | جیمی پاین     | کری فوکوناگا جان سیلز چیس پالمر | ۲۶ مارس ۲۰۱۸      | 1.83                       |

### فصل ۲: فرشته تاریکی (۲۰۲۰)
| شم. کلی | شم. در فصل | عنوان                        | کارگردان   | Teleplay by                 | تاریخ انتشار اصلی | U.S. تعداد بیننده (میلیون) |
| ------- | ---------- | ---------------------------- | ---------- | --------------------------- | ----------------- | -------------------------- |
| ۱۱      | ۱          | «دهان نوزادان»               | دیوید کفری | استوارت کرولن               | ۱۹ ژوئیه ۲۰۲۰     | ۱٫۳۳                       |
| ۱۲      | ۲          | «چیزی شرور»                  | دیوید کفری | استوارت کرولن               | ۱۹ ژوئیه ۲۰۲۰     | ۱٫۱۰                       |
| ۱۳      | ۳          | «هزارتو»                     | کلر کیلنر  | جینا گیونفریدو              | ۲۶ ژوئیه ۲۰۲۰     | ۰٫۹۹                       |
| ۱۴      | ۴          | «قفس طلایی»                  | کلر کیلنر  | الیسون فلتس                 | ۲۶ ژوئیه ۲۰۲۰     | ۰٫۹۰                       |
| ۱۵      | ۵          | «شکم دیو»                    | کلر کیلنر  | جینا گیونفریدو و کارینا ولف | ۲ اوت ۲۰۲۰        | ۱٫۳۴                       |
| ۱۶      | ۶          | «یادگار مرگ»                 | دیوید کفری | الیسون فلتس                 | ۲ اوت ۲۰۲۰        | ۰٫۸۳                       |
| ۱۷      | ۷          | «آخرین خروجی به سمت بروکلین» | دیوید کفری | تام اسماتس و ایمی برگ       | ۹ اوت ۲۰۲۰        | ۱٫۰۴                       |
| ۱۸      | ۸          | «فرشتگانی بهتر»              | دیوید کفری | کارینا ولف                  | ۹ اوت ۲۰۲۰        | ۰٫۹۵                       |

### جوایز
| سال  | جایزه                                | موضوع                                                                     | نامزدها | نتیجه    | Ref.   |
| ---- | ------------------------------------ | ------------------------------------------------------------------------- | --- | -------- | ------ |
| ۲۰۱۸ | جوایز امی برنامه‌های پربیننده         | فیلمبرداری برجسته برای یک سریال محدود یا فیلم سینمایی                     | پی جی دیلان (برای "پسر روی پل") | نامزدشده | [ ۳۴ ] |
| ۲۰۱۸ | جوایز امی برنامه‌های پربیننده         | سریال محدود برجسته                                                        | روان‌پزشک | نامزدشده | [ ۳۴ ] |
| ۲۰۱۸ | جوایز امی برنامه‌های پربیننده         | طراحی برجسته عنوان‌های اصلی                                                | انگس وال، لیزا بولن، یانگساب سانگ، چارلز کوری، هیدی برگ، فلیکس سولتیک                                                                     | نامزدشده | [ ۳۴ ] |
| ۲۰۱۸ | جوایز امی برنامه‌های پربیننده         | طراحی لباس برجسته مربوط به یک دوره تاریخی                                 | مایکل کپلان، رودی منس، بیتا مرکووی، اندرو هانت (برای "یک همکاری پربار")                                                                   | نامزدشده | [ ۳۴ ] |
| ۲۰۱۸ | جوایز امی برنامه‌های پربیننده         | طراحی تولید برجسته برای یک دوره روایی یا برنامه فانتزی (یک ساعت یا بیشتر) | مارا لپر-اشلوپ، بیل کراچر، کارل پرابرت، الیس بیکر (برای "پسر روی پل")                                                                     | نامزدشده | [ ۳۴ ] |
| ۲۰۱۸ | جوایز امی برنامه‌های پربیننده         | جلوه‌های ویژه بصری برجسته در نقش مکمل                                      | کنت هوستون، وندی گارفینکل، تیم بارتر، رسیک گورچا، مارتین لیک، داگ لارمور، الیسون گریفیتس، استیو مرگتروید، هرین هیرانی (برای "پسر روی پل") | برنده    | [ ۳۴ ] |
| ۲۰۱۸ | جایزه سترن                           | بهترین مجموعه تلویزیونی اکشن-درام                                         | روان‌پزشک | نامزدشده | [ ۳۵ ] |
| ۲۰۱۸ | جایزه سترن                           | بهترین بازیگر زن نقش مکمل در تلویزیون                                     | داکوتا فنینگ | نامزدشده | [ ۳۵ ] |
| ۲۰۱۹ | جوایز صنفی کارگردانان هنری           | فیلم‌های تلویزیونی یا سریال‌های محدود                                       | مارا لپر-اشلوپ، کارل پرابرت، بیل کراچر، رابرت کوپر، ژوژانا بوروندگ، و همکاران                                                             | برنده    |        |
| ۲۰۱۹ | جوایز هنری تلویزیونی آکادمی بریتانیا | بهترین جلوه‌های ویژه بصری و گرافیکی                                        | کنت هوستون، ایسا شول، پیرلس، فریفولک | نامزدشده |        |
| ۲۰۱۹ | جوایز گلدن گلوب                      | بهترین بازیگر مرد– مینی سریال یا فیلم تلویزیونی                           | دنیل برول | نامزدشده | [ ۳۶ ] |
| ۲۰۱۹ | جوایز گلدن گلوب                      | بهترین مینی سریال یا فیلم تلویزیونی                                       | روان‌پزشک | نامزدشده | [ ۳۶ ] |
| ۲۰۱۹ | جوایز ستلایت                         | بهترین بازیگر مرد در یک مینی سریال یا فیلم تلویزیونی                      | دنیل برول | نامزدشده | [ ۳۷ ] |
| ۲۰۱۹ | جوایز ستلایت                         | بهترین بازیگر زن در یک مینی سریال یا فیلم تلویزیونی                       | داکوتا فنینگ | نامزدشده | [ ۳۷ ] |
| ۲۰۱۹ | جوایز انجمن جلوه‌های بصری             | جلوه‌های بصری مکمل و برجسته در یک قسمت شبیه‌سازی شده                        | کنت هوستون، وندی گارفینکل، استیو مورگتروید، درو جونز، پاول استیونسون (برای "پسر روی پل")                                                  | نامزدشده | [ ۳۸ ] |

## یادداشتها
1. 1 2  This episode was shown as a preview on January 21, 2018, and then as the official series premiere on January 22, 2018. The viewership data is 2.09 million viewers[۱۳] for the official premiere on January 22, 2018.
2. ↑  Also: Bence Erdelyi, Gergely Rieger, James F. Truesdale, Andres Cubillan, Biljana Jovanovic, Rumiko Ishii, Borbála Debreczeni, Gergö Kukucska, Kristof Pataricza, Dániel Miklós, Levente Sulyok, Beáta Vavrinecz, Chris Yoo, Craig Gilroy, Claudio Campana, Nicole Reed LeFevre, Noelle King, Adele Plauche, Molly Mikula, Trinh Vu, Jim Stanes, Gemma Kingsley, Agnes Maza, Karolina Pintér, Gabor Szabo, Vincent Morin, Linda Bándi,László Tibor Erdélyi, Sándor Jani, Zsolt Ilia, Julian Scalia, Alice Baker, Philip Murphy, Holly Thurman, Zsuzsanna Sipos, Adam Polgar, Mark Molnar, Gaspar Gombos, David Metzger